# Geri del Bello

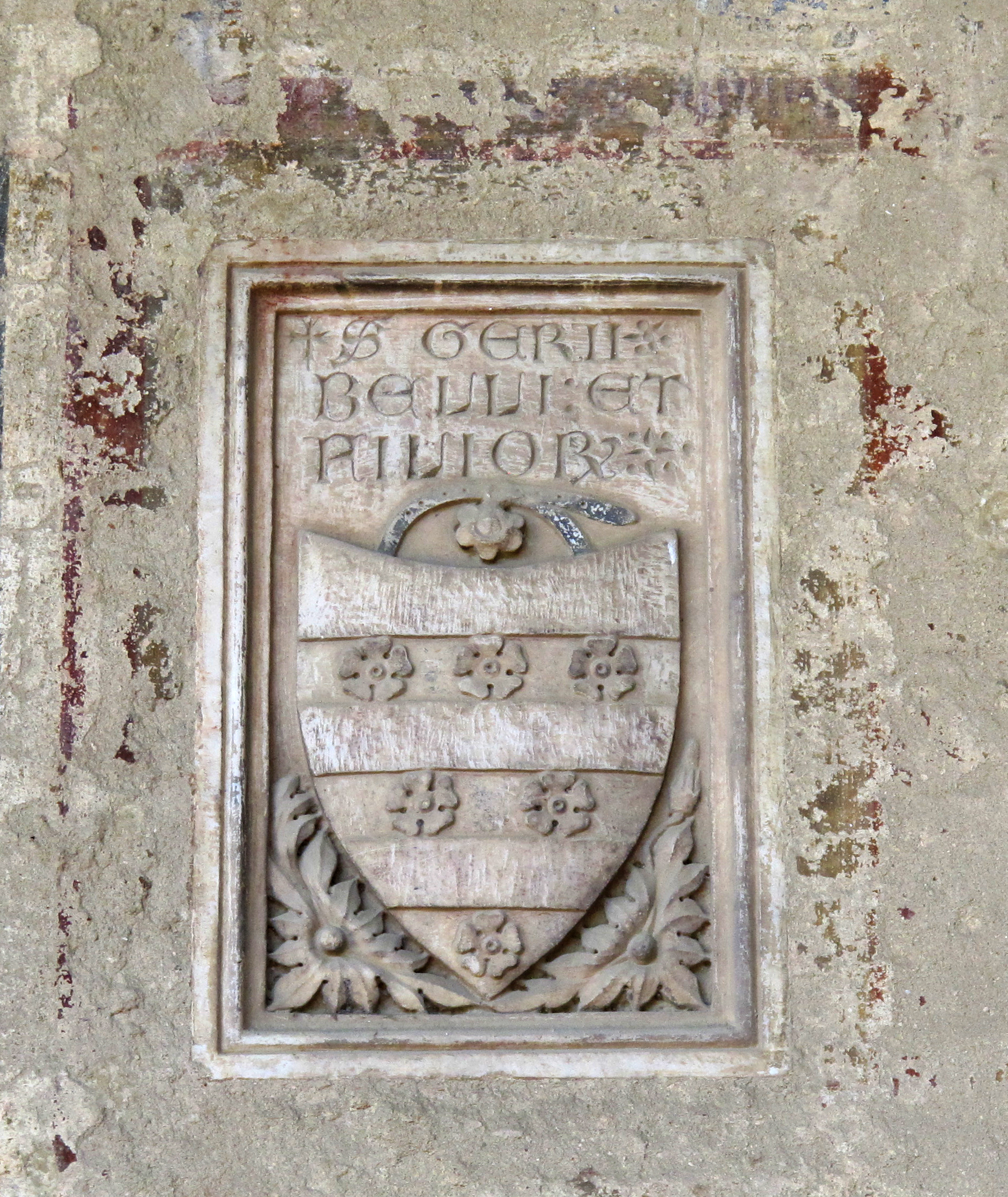
Stemma di Geri del Bello nel chiostro di Santa Croce

Geri del Bello (... – Tra il 1280 e il 1300) era un lontano parente di Dante Alighieri.

## Biografia
Figlio di Bello e cugino di primo grado di Alighiero II, il padre di Dante, di lui si hanno menzioni in documenti del 1266 e del 1276. Venne inoltre processato in contumacia a Prato per rissa e percosse nel 1280.
Dante, in Inf. XXIX (vv. 13-39), dice che fu ucciso e che la sua morte, all'epoca del viaggio ultraterreno (settimana santa del 1300), non era ancora stata vendicata. Non si hanno fonti documentali di questo assassinio, ma i figli di Dante, nel commento all'opera paterna, indicarono come fosse responsabile dell'omicidio un componente della famiglia Sacchetti (un tale Brodaio Sacchetti) e che il suo omicidio non fu vendicato privatamente (secondo l'uso ampiamente tollerato dai regolamenti comunali dell'epoca) fino al 1310 circa, mentre risale al 1342 un documento di pacificazione tra gli Alighieri e i Sacchetti, pacificazione voluta dal duca d'Atene Gualtieri VI di Brienne.
Dante lo pose tra i seminatori di discordia nella nona bolgia dell'ottavo cerchio, ma non lo incontrò: nella narrazione egli si attarda a cercarlo tra i dannati perché sa che si trova lì, ma Virgilio lo invita a desistere perché lo ha già visto allontanarsi dopo aver riconosciuto Dante e averlo indicato minacciosamente con il dito, irato per la mancata vendetta che la sua consorteria tardava a compiere: nella scena Dante dimostra di capire le richieste di Geri, ritenendole quindi come valide, ma poi prosegue il proprio viaggio senza approfondire l'argomento: 
"O duca mio, la vïolenta morte / che non li è vendicata ancor", diss’io, / per alcun che de l’onta sia consorte,
fece lui disdegnoso; ond’el sen gio / sanza parlarmi, sì com’ïo estimo: e in ciò m’ ha el fatto a sé più pio" (canto XXIX, vv. 31-36).